# 부유 심씨
부유 심씨(富有沈氏)는 전라남도 순천시를 관향으로 하는 한국의 성씨이다.

## 역사
시조(始祖) 심인립(沈仁立)은 고려(高麗)조에 관직이 지금주사(知錦州事)를 지냈다.
심인립의 아들 심효생(沈孝生)은 1383년(고려 우왕 9) 식년문과에 을과로 급제한 뒤 조선의 개국공신(開國功臣)으로 참여했고, 딸이 조선 태조의 세자 이방석의 빈(嬪)이 되면서 예문관대제학에 이르렀으며, 부성군(富城君)에 봉해졌다.
심효생의 아들 심도원(沈道源)은 1396년(태조 5) 식년문과에 급제한 뒤 호조판서에 이르렀다. 시호는 경숙(敬肅)이다.
심도원의 손자 심신(沈愼)은 1450년(문종 즉위년) 문과에 급제한 뒤 1456년(세조 2) 좌정언(左正言)·이조좌랑을 역임하였는데, 이 해에 단종복위운동에 가담하였다가 처형되었다. 정조 때 신원되고 복관되었다.

## 본관
부유(富有)라는 지명은 지금의 전라남도 순천시 있던 옛 지명으로 본래 백제의 둔복현(遁攴縣)이었는데, 신라에서 부유현으로 고쳐서 곡성군(谷城郡)의 영현(領縣)으로 삼았다가 고려 초에 승주(昇州)에 붙였다가, 현대에 들어와 순천시에 통합되었다.

## 조선 왕실과의 인척 관계
- 의안대군(宜安大君) 비 삼한국대부인 현빈 심씨(三韓國大夫人 賢嬪 沈氏)

## 인구
- 2000년 359가구 1,112명